# 天野昇
天野 昇（あまの のぼる、1924年〈大正13年〉3月1日 - 1997年〈平成9年〉11月24日）は、日本の原子力研究者。日本原子力研究所副理事長、日本原子力学会副会長、CSK取締役も務めた。岡山県高梁市出身。

## 経歴

### 生い立ち
1924年（大正13年）に岡山県上房郡有漢町（現：高梁市）で生まれる。旧制高梁中学（現：岡山県立高梁高校）へ進学し、1940年（昭和15年）に卒業。同年、旧制第六高等学校理科甲類へ入学し、1943年（昭和18年）卒業を経て、東京帝国大学へ入学、1945年（昭和20年）に日本が第二次世界大戦で敗北し、3年次で東京帝国大学工学部電気工学科を繰り上げ卒業となる。

### 研究者として
卒業後、1939年に東京電気と芝浦製作所が合併して誕生した東京芝浦電気（現：東芝）へ1945年に入社。旧東京電気の流れを汲む実験室がマツダ研究所と名前を変えたのが1947年であり、天野はそこに所属した。天野は主に計測機器の開発を担当し、1952年には、「X線強度の自働安定」という医療用のCTスキャン等の光源に用いられるX線を一定の強さで安定して放出する研究をしていた。そんな折、1956年（昭和31年）6月15日に原子力研究所が財団法人から特殊法人となる。発足した当初の原研は人手不足が深刻であり、それを解消するため、一般企業に募集をかけた結果、日立製作所や三菱重工、東芝等のメーカーからそれぞれ2～3人ずつ採用した。その中の一人に、後に原子力研究所副理事長を務める天野がいた。
原研に入所すると、東芝の研究で行っていた分野と同じ計測グループに所属し、1958年には、国産の原子力第1号炉の計測系設計等を担当した。1966年（昭和41年）には、原研動力炉開発部長となり、1972年（昭和47年）48歳の時に、原研動力炉開発の副所長、1975年、原子力研究所理事を経て、1980年（昭和55年）56歳の時に原研副理事長となった。その1年後、日本原子力学会の副会長を2年務めた。1984年CSKに入社。1987年に同社常務取締役、1991年監査役を務めた。1997年に死去、73歳であった。趣味は、ゴルフと囲碁であった。